# Los Surgentes
Los Surgentes es una localidad situada en el departamento Marcos Juárez, provincia de Córdoba, Argentina.
Se encuentra situada sobre la ruta provincial 6, a 293 km de la ciudad de Córdoba y a 140 km de Rosario.
La actividad principal de la zona ha sido siempre la producción agropecuaria, en un total de 40 000 ha dedicada tanto a sembradíos (soja, sorgo, trigo, maíz), como a la cría de ganado vacuno y porcino.

## Historia

### Fusilamiento de Liniers (26 de agosto de 1810)
A la salida del poblado, camino a la ciudad de Córdoba, se encuentra el paraje denominado desde finales del siglo XVIII con el nombre de Cabeza de Tigre.
En las cercanías, en un sitio llamado Monte de los Papagayos, el 26 de agosto de 1810, Juan José Castelli (1764-1812) y Domingo French (1774-1825) actuando en nombre del gobierno surgido de la Revolución de Mayo mandaron fusilar al exvirrey Santiago de Liniers (1753-1810), quien había organizado una contrarrevolución.

### Masacre de Los Surgentes (1976)
La masacre de Los Surgentes se llevó a cabo en la madrugada del 17 de octubre de 1976. El personal policial del Servicio de Informaciones de la Jefatura de Policía de Rosario llevó a la localidad cordobesa de Los Surgentes a siete jóvenes que estaban detenidos, y los fusilaron en un camino rural.

## Parroquias de la Iglesia católica en Los Surgentes
| Diócesis  | Villa María         |
| --------- | ------------------- |
| Parroquia | San Carlos Borromeo |